# Wausau (Flórida)
Wausau é uma vila localizada no estado americano da Flórida, no condado de Washington. Foi incorporada em 1963.

## Geografia
De acordo com o United States Census Bureau, a cidade tem uma área de 3 km², onde todos os 3 km² estão cobertos por terra.

### Localidades na vizinhança
O diagrama seguinte representa as localidades num raio de 32 km ao redor de Wausau.

## Demografia
Segundo o censo nacional de 2010, a sua população é de 383 habitantes e sua densidade populacional é de 127,5 hab/km². Possui 186 residências, que resulta em uma densidade de 61,9 residências/km².